# Биолошка класификација
Таксономске категорије представљају нивое хијерархије у биолошким класификацијама, односно у таксономији. Овим апстрактним појмовима додељују се конкретна значења у виду имена неке групе организама (таксон), чиме је омогућено одређивање хијерархијске позиције тог таксона међу свим живим бићима. Основна таксономска категорија је врста, а постоје хијерархијски и ниже и више категорије. Таксономија (од грч. τάξις taxis, уређење, и -νομία -nomia, метод) наука је која се бави дефинисањем група биолошких организама на бази заједничких карактеристика и давања имена тим групама. Организми се групишу у таксоне и те групе се називају таксономским ранговима; групе датог ранга се могу агрегирати тако да формирају супергрупу нижег ранга, чиме се формира таксономска хијерархија. Шведски ботаничар Карл Лин се сматра оцем таксономије, јер је он развио систем познат као Линеова класификација за категоризацију организама и биномијалну номеклатуру за именовање организама.
Главне таксономске категорије су: врста (лат. species), род (лат. genus), породица (лат. familia), ред (лат. ordo), класа (лат. classis), раздео (у ботаници) односно тип или коло (у зоологији) - лат. phylum, царство (лат. regnum) и домен (лат. domain). Додатне таксономске категорије настају додавањем префикса под- или над- (лат. sub-, super-), или су, у случају да су ниже од ранга потпородице, дефинисане посебним именом. Хијерархија таксономских категорија представљена је у следећој табели, где свака главна категорија садржи бар једну главну категорију непосредно испод ње (тако је род изграђен од једне или више врста, породица од бар једног рода итд.).
Са развојем поља као што су филогенетика, кладистика, и систематика, Линеански систем је унапређен до система модерне биолошке класификације базираног на еволуционим односима између организама, живих и изумрлих.

## Микротаксономија и макротаксономија
Како врсте требају да буду дефинисане у датој групи организама ствара практичне и теоретске проблеме који се називају проблемом врста. Научни рад на одлучивању начина дефинисања врста се назива микротаксономијом. Макротаксономија је изучавање група на вишим таксономским ранговима, од подродова и изнад, уместо врста.

## Историја
Док неки од описа таксономске историје покушавају да датирају таксономију до античких цивилизација, приметно је да до истински научних покушаја класификације организама није дошло до 18. века. Ранији радови су били првенствено описни, и имали су фокус на биљкама које су биле корисне за пољопривреду или медицину. Постоје бројни ступњеви научног размишљања. Рана таксономија је била базирана на произвољним критеријумима, такозваним „вештачким системима“, укључујући Линесов систем полне класификације. Касније су произведени системи базирани на комплетнијим разматрањима карактеристика таксона, који се називају „природним системима“, као што су они које су произвели де Жисе (1789), де Кандол (1813) и Бентам и Хукер (1862–1863). Они су били базирани на пре-еволуционом размишљању. Објављивање Чарлс Дарвиновог рада Порекло врста (1859) довело је до новог начина схватања класификације базираног на еволуционим односима. То је основа филогенетичких система, од 1883 на даље. Типични представници таквог приступа су радови Ејхлера (1883) и Енглера (1886–1892). Напредак молекуларно генетичке и статистичке методологије је омогућио креирање филогенетичких система модерне ере базираних на кладистици, уместо искључиво на морфологији.

### Линеанска ера
Шведски ботаничар Карл фон Лине (1707–1778) је увео нову еру таксономије. Својим главним радовима Systema Naturae чије 1. издање је објављено 1735, Species Plantarum 1753, и Systema Naturae 10. издање, он је произвео преокрет у модерној таксономији. Његови радови су имплементирали стандардизовани биномијални именски систем за животињске и биљне врсте, који се показао елегантним решењем за хаотичну и неорганизовану таксономску литературу. Не само да је увео стандард класе, реда, рода, и врста, него је исто тако омогучио идентификацију биљки и животиња из његове књиге, користећи мање делове организама. Тако је рођен Линеов систем који се још увек користи на есенцијално исти начин данас као што је кориштен у 18. веку. У данашње време, биљни и животињски таксономисти сматрају Линеов рад почетном тачком за валидна имена (у 1753 и 1758 respektivno). Имена која су објављена пре тога се називају „пре-линеанским“, и не сматрају се валидним (изузев паука објављених у Svenska Spindlar). Чак и таксономска имена која је са Лине објавио пре тих датума се сматрају пре-линеанским.

## Модерни системи класификације
Док је Лине класификовао имајући на уму једноставност идентификације, идеја Линеове таксономије као транслације у неки вид дендрограма животињског и биљног царства је била формулисана при крају 18. века, знатно раније од објављивања Порекла врста. Међу раним радовима који су истраживали идеју трансмутације врста су били Ерасмус Дарвинова књига Zoönomia из 1796. године и Жан Батист Ламаркова књига Philosophie Zoologique из 1809. Идеја је била популарисана у аглофонском свету путем спекулативне мада веома популарне публикације Vestiges of the Natural History of Creation, коју је анонимно објавио Роберт Чејмберс 1844. године.
Након објављивања Дарвинове теорије, брзо се усталио општи консензус да класификација треба да одражава Дарвинове принципе заједничког порекла. Репрезентације стабла живота су постале популарне у научним радовима, и у њима су познате фосилне групе биле инкорпориране. Једна од привих модерних група које су биле везане за фосилне претке су биле птице. Користећи новооткривене фосиле из родова Archaeopteryx и Hesperornis, Томас Хенри Хаксли је извео закључак да су оне еволуирале из диносауруса, групе коју је формално именовао Ричард Овен 1842. године Резултирајући опис, да су диносауруси „довели до“ или били „преци“ птица, је есенцијална ознака еволуционарно таксономског размишљања. Како је све више и више фосилних група нађено и и постало познато током касног 19. и раног 20. века, палеонтолози су активно доприносили сазнањима о историји животиња кроз векове повезујући познате групе. Са модерном еволуционом синтезом раних 1940-их, једно есенцијално модерно разумевање еволуције главних група је било утврђено. Еволуциона таксономија је базирана на Линеовим таксономским ранговима, и та два термина су у знатној мери синонимна у модерној употреби.
Од 1960-их, тренд зван филогенетичка номенклатура (или кладизам) се појавио, инспирисан кладистичким методом. Године 1958, Џулијан Хаксли је користио термин клада. Касније, 1960. године, Кејн и Харисон су увели термин кладистика. Њено суштинско својство је уређивање таксона у хијерархијско еволуционо стабло, игноришући рангове. Ако таксон обухвата све потомачке и неке од предачких форми, он се назива монофилетским. Групе без свих потомачких група (е.г. диносауруси, са птицама као потомачком групом) се називају парафилетским, док групе које представљају више од једне гране стабла живота се називају полифилетским. Међународни код филогенетичке номенклатуре или PhyloCode је намењен регулисању формалног именовања клада. Линеови рангови ће бити опциони при употреби фило кодова. Нови кодови ће коегзистирати са садашњим, на рангу базираним кодовима.
| Таксономске категорије | Пример хијерархије биљних таксона |
| ---------------------- | --------------------------------- |
| царство (regnum)             | Зелене биљке ()                   |
| раздео, тип (phylum)         | Скривеносеменице ()               |
| подраздео (subphylum)           |                                   |
| наткласа ()            |                                   |
| класа (classis)               | Дикотиледоне биљке ()             |
| поткласа ()            |                                   |
| инфракласа (infraclassis)          |                                   |
| надред (superordo)              |                                   |
| ред (ordo)                 |                                   |
| подред (subordo)              |                                   |
| натпородица ()         |                                   |
| породица ()            | главочике ()                      |
| потпородица ()         |                                   |
| племе (tribus)               |                                   |
| надрод (supergenus)              |                                   |
| род (genus)                 |                                   |
| подрод (subgenus)              |                                   |
| секција (sectio, sect.)          | .                                 |
| серија (series, ser.)              |                                   |
| агрегат врста (agg.)      | Achillea millefolium agg.         |
| врста (species)               | хајдучка трава ( .)               |
| подврста (subspecies)            |                                   |
| варијетет (varietas, var.)           |                                   |
| форма (f.)               |                                   |

### Царства и домени
Дуго пре Линеа, биљке и животиње су сматране засебним царствима. Лине је користио ту поделу као највиши ранг, делећи физички свет у биљно, животињско и минерално царство. Кад су напреци у пољу микроскопије омогућили класификацију микроорганизама, број царстава је повећа, те се често срећу системи са пет или шест царстава.
Домени су релативно нова групација. Систем стабла домена је први пут предложен 1977, али је генерално прихваћен знатно касније. Главна карактеристика метода стабла домена је сепарација царстава Archaea и Bacteria, која су раније груписана у једно царство Bacteria (које је понекад такође звано Monera). Консеквентно, три домена живота су концептуализована као Archaea, Bacteria, и Eukaryota (који обухвата еукариоте са једром). Веома мали број научника сматра да су Archaea шесто царство, и не прихвата метод домена.
Томас Кејвали-Смит, који је објавио мноштво радова о класификацији протиста, је недавно предложио да је Neomura, клада која групише заједно Archaea и Eukarya, еволуирала из Bacteria, прецизније из Actinobacteria. Његова кlasifiкацiја из 2004. године третира archaeobacteria као део подцарства царства Bacteria, тј. он у потпуности одбацује тродоменски систем. Stefan Luketa је 2012. године предложио систем са пет домена, додајући Prionobiota (ацелуларне и без нуклеинске киселине) и Virusobiota (ацелуларне са нуклеинском киселином) на традиционална три домена.

### Недавне свеобухватне класификације
Парцијалне класификације постоје за многе појединачне група организама и оне бивају ревидиране и замењене кад нове информације постану доступне, међутим, свеобухватни третмани већине или свих животних форми су ређи. Два недавна примера су Adl et al., 2012, који покрива еукариоте са нагласком на протистима, и Ruggiero et al., 2015, који покрива еукариоте и прокариоте до ранга реда, мада обе класификације изостављају фосилне представнике.

## Примена
Биолошка класификација је поддисциплина биологије, и генерално је практикују биолози познати као таксономисти, мада и ентузијастични природњаци често узимају учешће у објављивању нових таксона. Рад таксономиста има кључни значај у разумевању биологије у целини. Два поља примењене биологије у којима је таксономски рад од фундаменталног значаја су студије биолошке разноврсности и конзервације. Без разрађене класификације организама у било којој датој области, процене количине присутне разноврсности би биле нереалистичне, те било немогуће да се донесу информисане конзервационе одлуке. С порастом политичког значаја конзервације, појавиле су се тврдње да на на таксономски рад утиче не само научна заједница, већ и целокупно друштво.
Биолошка класификација је критична компонента таксономског процеса. Консеквентно, она информише корисника ко су претпостављени сродници таксона. Биолошка класификација користи таксономске рангове, обухватајући између осталог (по редоследу од највише до најмање инклузивног): домен, царство, раздео, класу, ред, фамилију, род, и врсту.

### Таксономски опис
„Дефиниција“ таксона је обухваћена у његовом опису или његовој дијагнози или у комбинацији та два чиниоца. Не постоје унапред утврђена правила која је неопходно следити при дефинисању таксона. За разлику од тога, за именовање и објављивање нових таксона постоје правила. У зоологији, номенклатура за чешће коришћене рангове (од суперфамилија до подврста), регулисана је посредством Међународног кодекса зоолошке номенклатуре (ICZN). У пољима ботанике, фикологије, и микологије, именовањем таксона се регулише путем Међународног кодекса номенклатуре алги, гљива и биљака (ICN).
Иницијални опис таксона обухвата пет главних захтева:
1. Таксон мора да има име базирано на 26 слова латинског језика (биномијално за нове врсте, или униномијално за друге рангове).
2. Име мора да буде јединствено (тј. не може да буде хомоним).
3. Опис мора да буде базиран на бар једном именованом типу узорка.
4. Опис треба да садржи изјаве о одговарајућим атрибутима било да би описао (дефинисао) таксон, или да би се направила разлика од других таксона (дијагноза, ICZN код, члан 13.1.1, ICN, члан 38). Оба кода намерно раздвајају дефиницију контента таксона од дефинисања његовог имена.
5. Ова прва четири захтева морају бити наведена у раду који је доступан у бројним идентичним копијама, као перманентан научни запис.

Међутим, обично знатно већа количина информација бива уврштена, попут географског опсега таксона, еколошких напомена, хемије, понашања, итд. Начин на који истраживачи долазе до таксона варира: у зависности од доступних података и ресурса, методи варирају од једноставних квантитативних или квалитативних поређења упадљивих својстава, до сложене рачунарске анализе великих количина података о ДНК секвенцама.

### Ауторитети (аутор цитације)
Име стручњака може бити стављено иза научног имена. То је име научника који је први објавио валидно име. На пример, 1758. године Лине је дао азијском слону научно име Elephas maximus, и стога се име понекад пише "Elephas maximus Linnaeus, 1758". Имена аутора се често скраћују: скраћеница L. је универзално прихваћена за Линеа. У ботаници су скраћенице регулисане списком стандардних скраћеница. Систем за додељивање ауторитета се разликује између ботаника и зоологије. Стандард је да ако је име врсте промењено или је дошло до промене таксономске позиције након времена оригиналног описа, да се име оригиналног стручњака пише у заградама.

## Базе података
Модерна таксономија користи технологије базе података за претраге и каталогирање класификација и других докумената. Мада не постоји јединствена комплетна база података, постоји неколико опширних база, као што је Каталог живота, чији дугорочни циљ је да документује све врсте. Тај каталог је садржао 1,64 милиона врста из свих царстава у априлу 2016, и процењује се да то сачињава више од три четвртине познатих врста.